# 下艾希巴赫
下艾希巴赫是德国巴伐利亚州的一个市镇。总面积34.08平方公里，总人口3697人，其中男性1950人，女性1747人（2011年12月31日），人口密度108人/平方公里。